# Negromantis modesta
Negromantis modesta är en bönsyrseart som beskrevs av Giglio-tos 1915. Negromantis modesta ingår i släktet Negromantis och familjen Iridopterygidae. Inga underarter finns listade i Catalogue of Life.